# Green River (brano musicale)
Green River è un brano musicale dei Creedence Clearwater Revival pubblicato dalla Fantasy Records nel 1969 nel 45 Green River/Commotion.

## Il brano

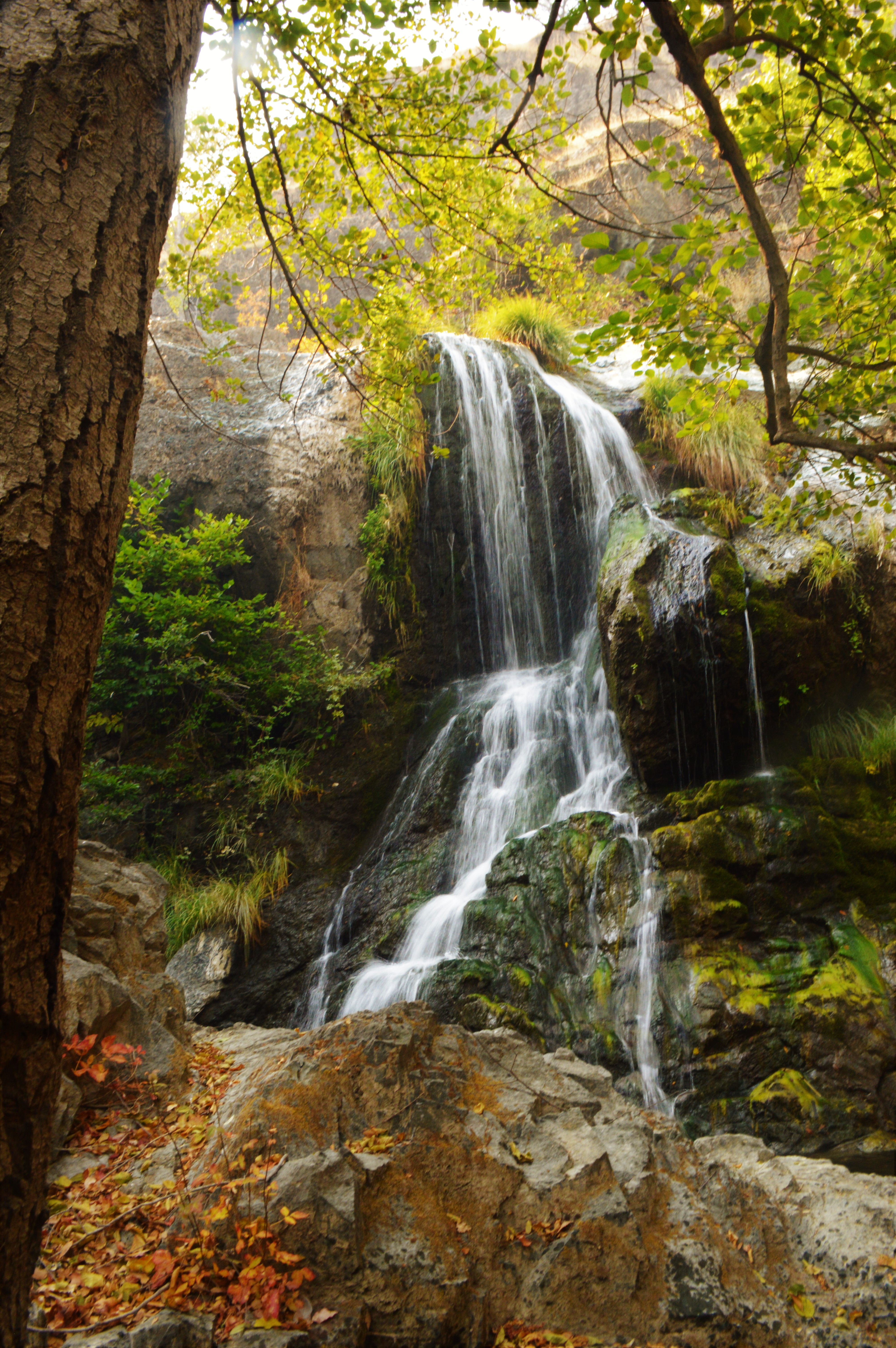
Una veduta del fiume Puta Creek

Il brano è inserito come Lato A del 45 giri Green River/Commotion e poi, nel mese successivo, nell'omonimo album.
Questa canzone è stata scritta dal leader del gruppo John Fogerty il quale, in un'intervista rilasciata a Rolling Stone nel 2012, ha spiegato che: «Green River è un posto che esiste realmente, ed è un posto dove andavo da bambino e si trova a Putah Creek, vicino a Winters, in California. Durante la mia infanzia sono andato lì con la mia famiglia ogni anno. Conservo molti ricordi felici: li ho imparato a nuotare. Lì c'era una fune appesa all'albero... libellule, rane... c'era una piccola capanna, dove eravamo soliti andare, di proprietà di un discendente di Buffalo Bill Cody» .

## Il disco
È stato il secondo e ultimo singolo estratto dall'omonimo album e raggiunse la posizione numero 2 della Billboard Hot 100, la n. 5 in Austria e Canada, la n. 6 in Australia, la n. 8 in Svizzera e Germania, la n. 10 in Svezia e la posizione numero 19 della Official Singles Chart. Come lato B uscì Commotion, che invece raggiunse la posizione n. 30 in Billboard, ma che riscosse comunque un buon successo.

## Tracce
Lato A
1. Green River – 2:31 (John Fogerty)

Lato B
1. Commotion – 2:37 (John Fogerty)

## Altre versioni
- Mary Wilson delle The Supremes provò in collaborazione con il produttore discografico britannico  Gus Dudgeon a realizzare una cover nei primi anni '80, ma non fu mai realizzata.
- Alabama nell'album Mountain Music
- The Minutemen nell'album live del 1984 Tour-Spiel.
- Bill Wyman's Rhythm Kings nel loro primo album, Struttin' Our Stuff.
- The Hollies realizzarono il loro brano swamp rock "Long Cool Woman in a Black Dress" ispirandosi alla struttura di  "Green River".